# Terry Balsamo
Terry Balsamo (n. 8 octombrie 1972 în Tampa, Florida) este un chitarist american.
A fost membru al trupelor Evanescence și Cold.